# Heino Puuste
Heino Puuste (ur. 7 września 1955 w Lagedi) – lekkoatleta specjalizujący się w rzucie oszczepem. Początkowo reprezentował Związek Radziecki, a następnie Estonię.
Wicemistrz Europy z Aten (1982) – uzyskał wynik 89,56 m i przegrał tylko z reprezentantem NRD Uwe Hohnem. Czwarty zawodnik olimpijskie konkursu w Moskwie w 1980 oraz mistrzostw świata 1983. W 1979 i 1981 zdobywał brązowe medali Uniwersjady. Rekord życiowy: 94,50 m (5 czerwca 1983, Birmingham).
Po zakończeniu kariery zajął się pracą trenerską – jednym z jego podopiecznych jest dwukrotny medalista mistrzostw świata, Andrus Värnik.

## Odznaczenia
- Order Gwiazdy Białej IV Klasy – 2006[1]